# Habromys simulatus
Habromys simulatus är en däggdjursart som först beskrevs av Wilfred Hudson Osgood 1904.  Habromys simulatus ingår i släktet Habromys och familjen hamsterartade gnagare. IUCN kategoriserar arten globalt som starkt hotad. Inga underarter finns listade i Catalogue of Life.
Arten blir med svans 168 till 203 mm lång och svanslängden är 78 till 111 mm. Bakfötterna är 21 till 24 mm långa, öronen är 16 till 19 mm stora och ligger vid 17 till 19 g. Ovansidan är täckt med mörkbrun päls och på undersidan förekommer vit päls. Habromys simulatus kännetecknas av en vit linje på svansens undersida samt av mörkbruna fötter med några ljusare punkter. Arten skiljer sig även i avvikande detaljer av skallen från andra släktmedlemmar.
Denna gnagare förekommer i två mindre bergsområden i sydöstra Mexiko. Den vistas där i regioner som ligger 1800 till 2000 meter över havet. Habitatet utgörs av kyliga skogar med ek och barrträd eller av molnskogar.
Individerna klättrar främst i träd och de hittades 10 till 12 meter över marken. De har sina bon i epifyter av familjen ananasväxter.